# James Fouché
James Fouché (Christchurch, 28 de marzo de 1998) es un ciclista neozelandés que compite con el equipo MitoQ-NZ Cycling Project.

## Biografía
James practicó triatlón en su juventud. Fue en esta disciplina donde descubrió su aptitud para el ciclismo.
En 2018 se unió al equipo continental británico Team Wiggins. En enero se coronó campeón de ruta de Nueva Zelanda en la categoría (sub-23).
En enero de 2019 ganó tres títulos en los campeonatos de Nueva Zelanda (carrera en ruta, esperanzas de carrera en ruta y esperanzas de contrarreloj). De vuelta en Europa, terminó mejor escalador en la Vuelta a Antalya y la Vuelta al Alentejo, pero también quinto en los Altos de Francia y sexto en la Gante-Wevelgem sub-23. Después de sus actuaciones, se convirtió en stagiaire (aprendiz) en la formación Mitchelton-Scott. Este último, sin embargo, no le ofrece un contrato al final de su pasantía.

## Palmarés
2019
- Campeonato de Nueva Zelanda en Ruta

2022
- Campeonato de Nueva Zelanda en Ruta
- Campeonato Oceánico en Ruta
- Ronde de l'Oise, más 1 etapa

2023
- Gran Premio Pino Cerami

## Resultados enCampeonatos del Mundo
| Carrera         | Carrera         | 2017 | 2018 | 2019 | 2020 | 2021 | 2022 | 2023 | 2024 |
| --------------- | --------------- | ---- | ---- | ---- | ---- | ---- | ---- | ---- | ---- |
| Mundial en Ruta | Mundial en Ruta | —    | —    | —    | —    | —    | Ab.  | —    | ―    |

—: no participa
Ab.: abandono

## Equipos
- Team Wiggins (2018-2019)
  - Team Wiggins (2018)
  - Team Wiggins Le Col (2019)
- Mitchelton-Scott (stagiaire) (2019)[4]
- Hagens Berman Axeon (2020)
- Bolton Equities Black Spoke Pro Cycling (2021-2023)
- Euskaltel-Euskadi (2024)
- MitoQ-NZ Cycling Project (2025-)